# Рыбковский, Павел Владимирович
Па́вел Влади́мирович Рыбковский (укр. Павло Володимирович Рибковський; род. 12 июля 1989, Луцк) — украинский футболист, защитник.

## Биография

### Клубная карьера
Воспитанник луцкой «Волыни». С 2001 года по 2006 год выступал в ДЮФЛ за «Волынь». В 2004 году выступал за киевское «Динамо» в ДЮФЛ. Весной 2005 года попал в дубль «Волыни», в сезоне 2004/05 он провёл 3 матча в молодёжном первенстве Украины, во всех матчах он выходил на замену.
30 октября 2005 года дебютировал в чемпионате Украины в домашнем матче против киевского «Динамо» (1:3), Рыбковский вышел в дополнительное время вместо Владимира Гащина. Рыбковский дебютировал когда ему было всего лишь 16 лет 3 месяца и 18 дней, что сделало его одним из самых молодых футболистов дебютировавших в чемпионате Украины. По итогам сезона 2005/06 «Волынь» заняла предпоследнее 15-е место в Высшей лиге Украины и вылетела в Первую лигу. Рыбковский в Высшей лиге сыграл всего 2 матча, также провёл 15 матчей в молодёжном чемпионате. После того как команда вылетела в Первую лигу главный тренер «Волыни» Виталий Кварцяный сделал ставку на молодёжь, так Рыбковский стал одним из основных игроков команды, также он считался одним из самых талантливых игроков клуба. Всего за «Волынь» сыграл 62 матча и забил 2 гола.
Зимой 2009 года перешёл в ужгородское «Закарпатье» в статусе свободного агента. 17 апреля 2009 года в выездном матче против «Динамо-2» (1:1), Рыбковский получил травму в первой половине встречи. Всего в Первой лиге он провёл 4 матча и забил 1 гол (в ворота черниговской «Десны»), по итогам сезона 2008/09 «Закарпатье» смогло победить в турнире и вышло в Премьер-лиге. В августе 2009 года он покинул команду. 9 сентября 2009 года он сыграл за «Спартак» из Молодёжного в Кубке украинской лиги в матче против команды «Мир» из Горностаевки (1:1).
Зимой 2010 года перешёл в белоцерковский «Арсенал», клуб выступает в Первой лиге. В начале 2013 года стал игроком клуба «Сумы».

### Карьера в сборной
В составе юношеской сборной Украины до 16 лет стал победителем Кубка Банникова в 2005 году, в финальном матче против Турции (1:0), он забил единственный гол команды.
Всего в составе сборной до 17 лет он сыграл 32 матча и забил 3 гола. За юношескую сборную Украины до 19 лет он провёл всего 6 матчей.